# Ann (Birmania)
Ann (birmano: အမ်းမြို့) es una localidad del Estado Rakáin, en el oeste de Birmania. Dentro del estado, Ann es la capital del municipio homónimo en el distrito de Kyaukpyu.
En 2014 tenía una población de 7714 habitantes, albergando en torno a uno de cada quince habitantes del municipio.
La localidad se ubica en una zona montañosa y lluviosa, cuya economía se basa en el cultivo de arroz, sésamo y bambú. Durante las guerras anglo-birmanas del siglo XIX, la localidad y sus alrededores fueron lugar de refugio de personas procedentes de Mandalay, por lo cual se ha desarrollado aquí la cultura bamar frente a las culturas autóctonas de la zona.
Se ubica en el centro del estado, a orillas del río Ann. Se sitúa a medio camino por carretera entre Minbya y Magway, saliendo de Ann hacia el sur una carretera que lleva a la capital distrital Kyaukpyu. En el oeste de la localidad hay un pequeño aeropuerto.